# 오크통

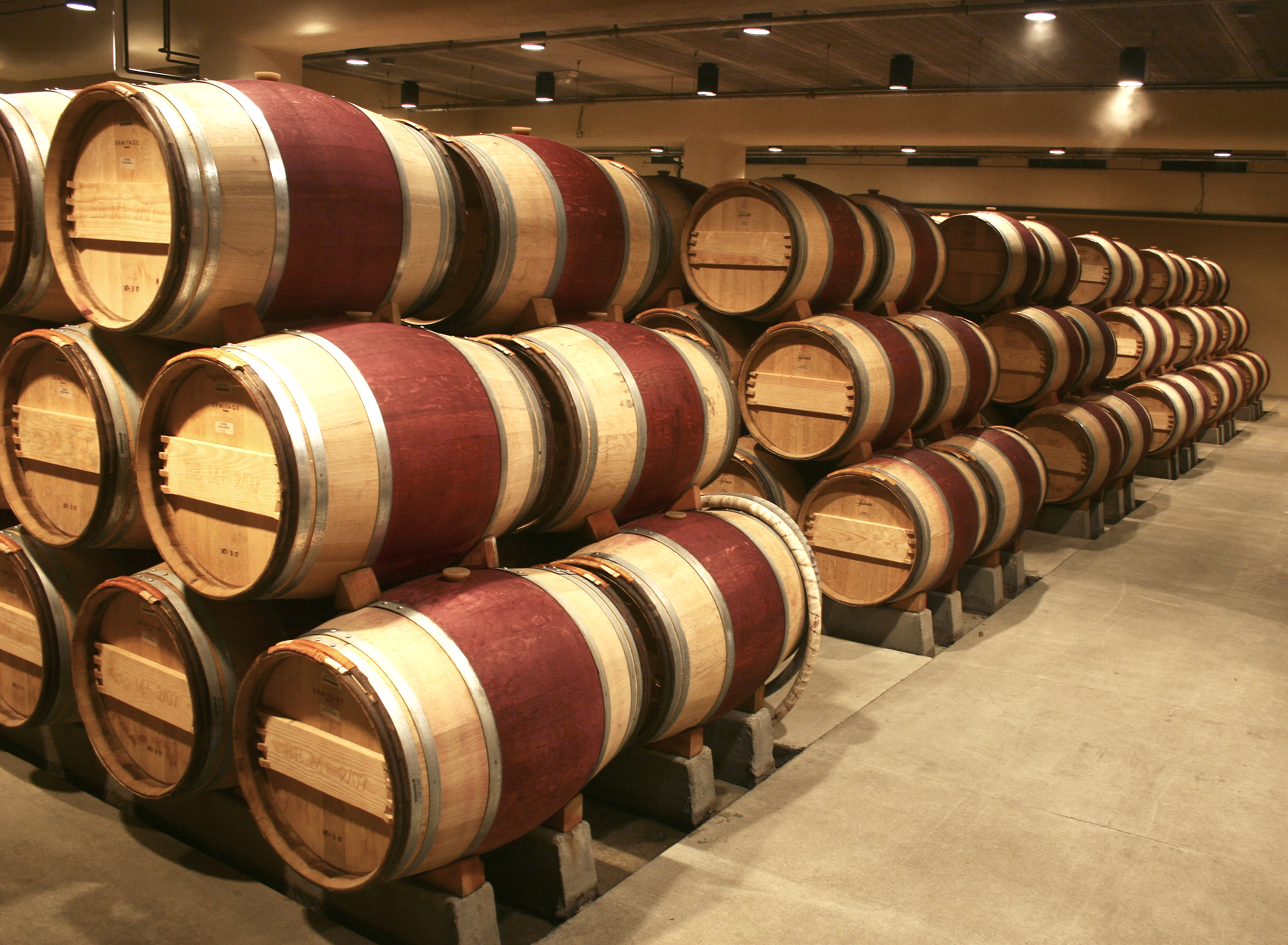
포도주 오크통

포도주 양조에 사용되는 오크(oak; 참나무속)는 다양한 색과 맛, 탄닌 함량을 지니고 있다. 이는 일반적으로 포도주가 숙성되는 과정에서 이를 발효시키는 발효조의 형태로 영향을 미치기도 하고, 또한 스테인리스 발효조에 칩의 형태로 첨가되기도 한다. 오크 발효조는 포도주의 증발 방지와 산소 차단 역할을 하여 와인에 다양한 영향을 미친다. 
오크나무들은 절단되기 전까지 보통 80~120년 정도 자란다. 추운 지역의 빽빽한 숲에서 자랄수록 품질이 좋은데, 이는 나무가 천천히 성장할수록 목질이 단단하고 조밀해지기 때문이다. 그리고 나무들은 보통 겨울철에 수확되는데, 이는 상대적으로 겨울철에 수액의 양이 적기 때문이다. 보통 한 그루의 나무는 225리터 사이즈의 오크통을 만드는데 충분한 목재를 제공할 수 있다. 

## 역사

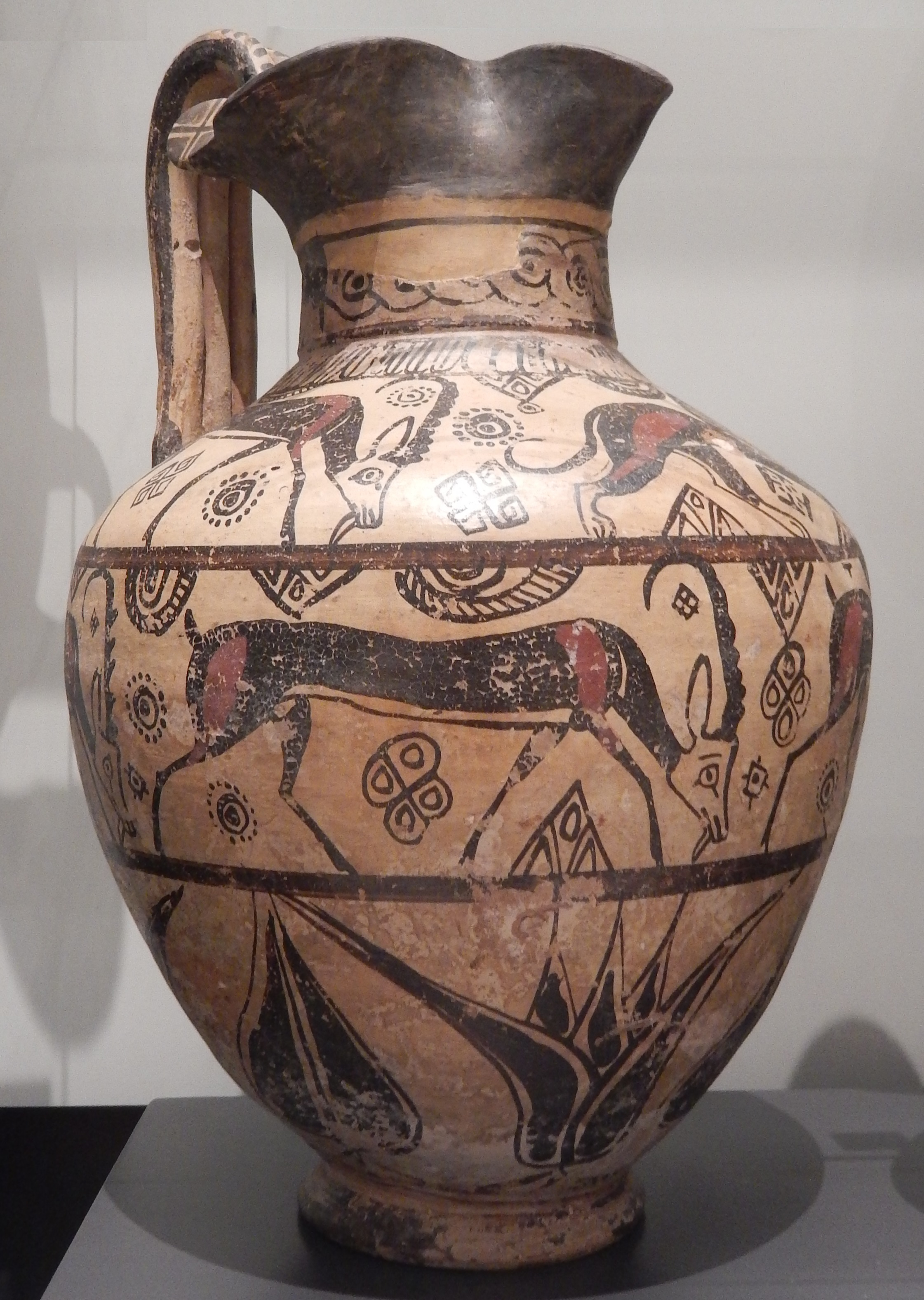
그리스의 포도주 항아리

초기 포도주의 역사에서는 암포라(고대 그리스 로마시대에 사용되던 항아리)가 포도주의 주요 저장 및 운송 수단이었다.  자연 환경에서 쉽게 부패되는 목재의 특성 때문에, 오크 발효조의 역사를 처음부터 추적하기란 쉽지 않다. 그리스의 역사가 헤로도토스에 의하면 고대 메소포타미아 사람들은 야자나무로 만든 통을 이용하여 포도주를 유프라테스강을 따라 운송했다고 한다. 야자수는 구부리기 힘든 재질이라 통으로 만들기 힘들었기 때문에, 다양한 지역의 포도주 양조자들은 여러 종류의 나무를 사용하여 상대적으로 더 나은 목재를 찾아내었다. 최초로 오크나무가 사용된 것은 적어도 2천 전으로, 로마 제국 시기에 널리 전파되었다. 그 당시 포도주 양조자들은 보관의 편의성 외에도 오크통이 포도주를 부드럽게 만드는 등 맛을 개선시킨다는 것을 발견하였다.  

## 포도주에 미치는 영향
포도주가 숙성됨에 따라 색은 짙은 보라색에서 밝은 벽돌색으로 변하게 된다. 천연 오크통의 구멍들은 포도주를 산화시키고, 증발시킨다. 일반적인 225 리터의 오크통에서는 년간 약 21~25 리터의 포도주가 증발되며 대부분은 물과 알코올이다. 이는 포도주의 맛과 향을 밀집시키고, 오크 통을 통해 들어오는 미세한 양의 산소는 포도주의 탄닌을 부드럽게 산화시키는 역할을 한다.
 오크에 포함되어 있는 화학물질들은 포도주에 중요한 영향을 미치는데, 목재의 페놀 성분은 포도주가 바닐라 같은 맛을 내도록 영향을 주며 당도에도 영향을 준다. 우리가 흔히 가지고 있는 오관념으로 오크가 포도주에 버터 향을 첨가한다는 것이 있는데, 이는 실제로 사실이 아니다. 버터의 향은 젖산에서 발현되는데, 이는 사실 포도주 자체에 포함되어 있는 것이다. 젖산이 유산발효(malolactic fermentation)에 의해 다이아세틸(diacetyl)로 전환되면 이와 같은 버터의 향이 나게 되는 것인데, 다이에세틸이 다시 젖산으로 변하기도 하며, 이산화황은 이런 역반응의 비율을 줄여준다. 

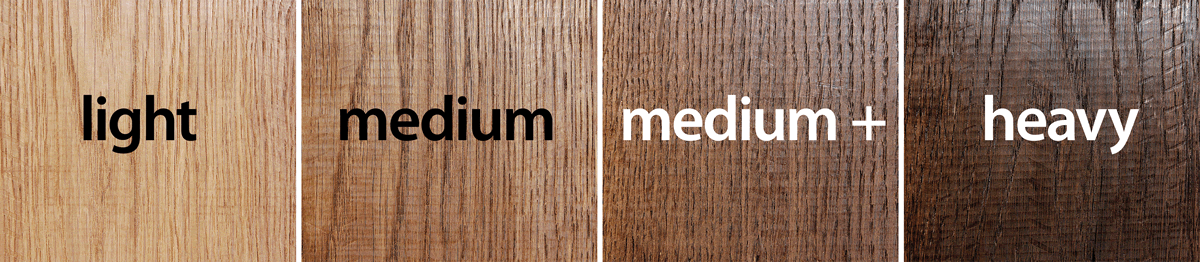
토스팅 정도에 따른 오크색 변화

오크통이 어느 정도 토스트(살짝 구워지는 것) 되었느냐에 따라서도 포도주에 미치는 탄닌 함량 및 나무 향이 달라진다. 목재에 포함되어 있는 가수분해된 탄닌은 나무의 리그닌 구조로부터 나왔으며, ‘엘라기탄닌’ 이라고 불린다. 이는 포도주가 지나치게 산화되는 것을 방지한다. 
오크통에서 발효된 백포도주는 투명한 색에 특히 부드러운 조직을 가지고 있다. 스테인리스에서 발효되고 오크에서 숙성된 포도주는 더 어두운 색을 띄는데, 이는 페놀 성분이 상대적으로 더 많이 잔류하고 있기 때문이다. 오크 향은 보통 카라멜, 크림, 연기, 스파이시함, 그리고 바닐라 등으로 표현된다. 샤르도네는 오크통에 발효됨에 따라 매우 다양한 향을 낼 수 있는데, 예를 들어 코코넛, 시나몬 등이 있다. 오크통의 “토스티함” 의 정도는 레드와인에서 모카나 토피 향으로 발현될 수 있다. 

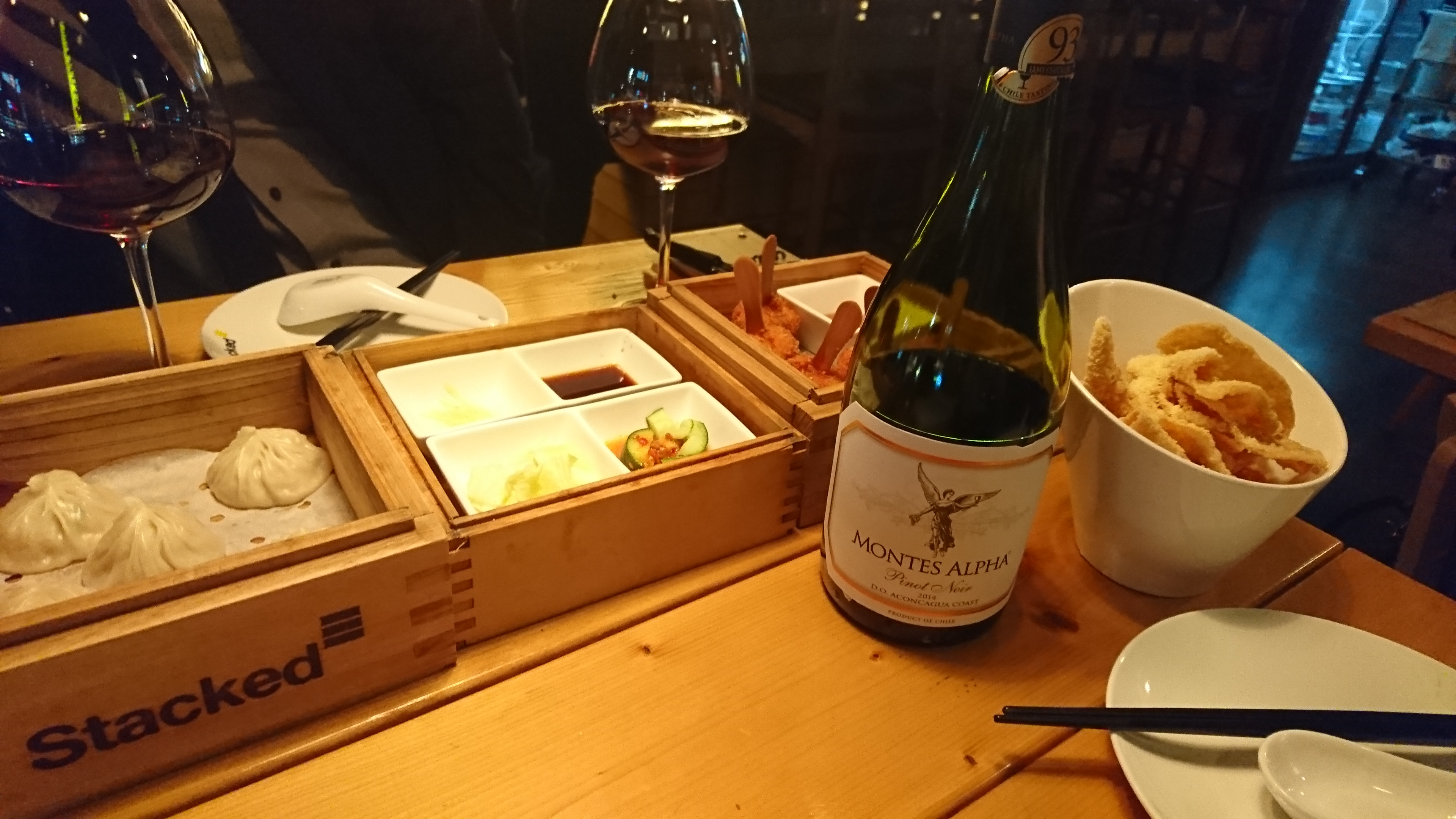
신세계 피노누아

포도주가 오크통에 보관되는 시간은 포도의 품종 뿐 아니라, 양조자의 스타일에 따라 달라진다. 초기 몇 달 동안 오크는 주로 와인에 오크 특유의 향을 나게 하고, 특정 기간이 지나고 나서는 통에 있는 미세한 구멍을 통해 산소가 들어옴에 따라 페놀 침전물이 생기고 숙성이 가속화된다. 신세계의 피노누아는 1년 미만 정도의 짧은 기간만 오크통에서 보관된다. 고품질의 까베르네 쇼비뇽은 약 2년 정도 오크통에 보관되며, 탄닌 함량이 높은 네비올로 종의 경우 약 4년 이상 오크통에 보관되기도 한다. 리오하(스페인포도주)의 경우 오크통에서 10년 정도 보관되기도 하는데, 이 과정에서 삼나무와 허브의 향을 띄게 된다. 

## 오크통의 특성

### 크기

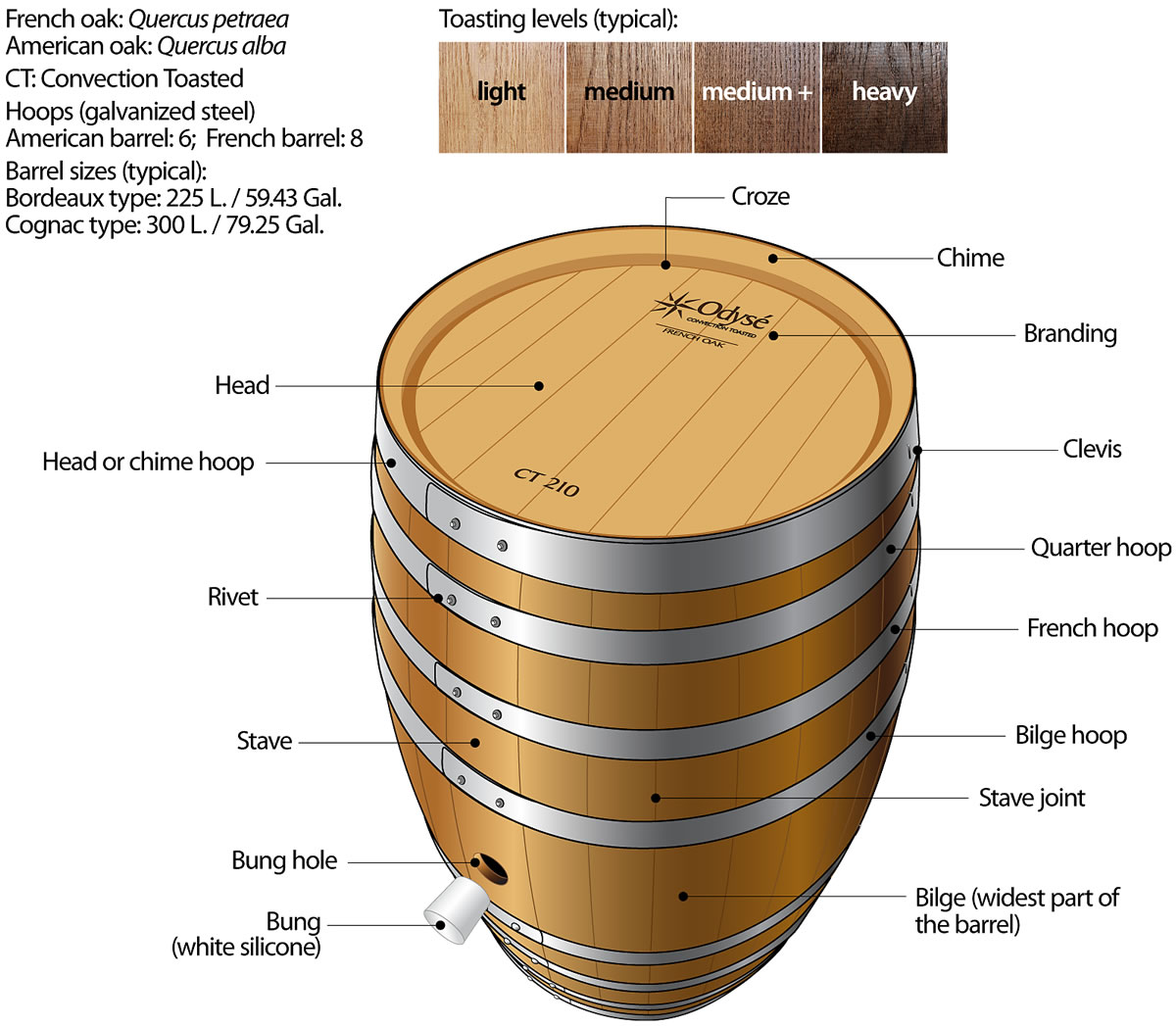
오크통

오크통의 크기는 중요한데, 이는 오크통의 크기가 작을수록 부피 당 공기에 노출되는 표면적 비율이 커지기 때문이다. 가장 일반적인 보르도 오크통의 경우 225리터 사이즈이며, 부르고뉴 오크통의 경우 약 228리터로 약간 더 크다. 일부 신세계 포도주 양조자들은 또한 300리터 정도로 훨씬 더 큰 오크통을 사용하기도 하며, 이탈리아의 바롤로 지역이나 남프랑스에서도 상대적으로 큰 기오크통을 사용해왔다.

### 사용연한
새 오크통은 여러 번 사용된 오크통에 비해서 더 많은 향을 가지고 있다. 시간이 지남에 따라 오크통의 성분들은 포도주로 빠져나가고, 포도주 침전물이 오크통의 표면에 쌓이게 된다. 이에 따라 3~5년 이상 된 오크통들은 더 이상 특유의 오크 향이 나지 않게 된다. 뿐만 아니라 포도주 침전물 때문에 오크통의 미세한 기공이 막히게 되어 발효를 위한 산소 투과력이 떨어지게 되어 숙성 속도도 느려지게 된다. 

### 가격
오크통의 가격은 시장의 수요 공급에 따라 변동성이 큰 편이며, 또한 오크통 제작 방식 및 나무 종류에 따라서도 달라진다. 2007년 기준, 오크통 가격은 미국산이 600달러, 프랑스산이 1200달러, 동유럽 국가들의 것이 평균 600달러 수준이었다. 오크통 생산 비용 저감을 위해 다양한 기술들이 고안되고 있는데, 그 중에 하나는 사용된 배럴의 표면을 긁어낸 후 토스팅 된 속을 덧대는 것이다.

## 제작방법

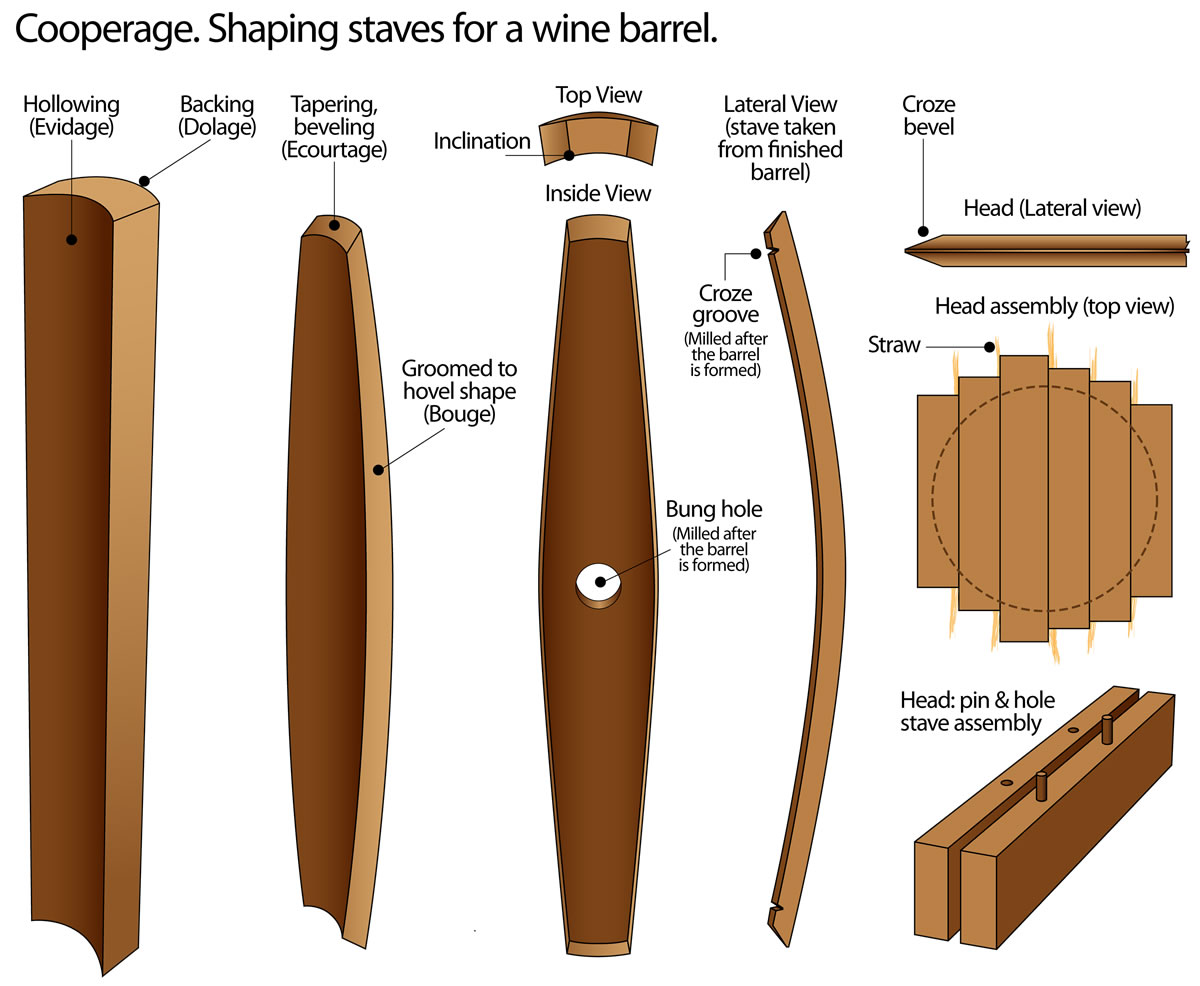
오크통의 제작

유럽의 전통적인 오크통 제작 방식은 목재를 손으로 분리하여 판을 만드는 것이었다. 분리된 목재판은 실외에서 건조되며, 이 과정에서 다양한 물질들에 노출되게 된다. 목재에 따라서 다르지만 약 10~36개월 정도 건조되며 아주 강한 타닌들이 제거된다. 이러한 타닌들은 목재판이 놓여 있던 자리 아래에서 짙은 회색과 검은색의 잔류물로 남게 된다. 목재가 더 오랜 시간 동안 실외에서 건조될수록 포도주 양조 시 부드러운 질감을 주게 되지만, 동시에 오크통 제작 비용이 높아진다.미국의 일부 오크통 제작자들은 야외에서 목재를 건조시키는 대신 kiln에서 건조시키기도 하는데, 이 방식은 건조 기간을 훨씬 단축시킬 수 있지만 목재의 타닌을 충분히 제거하지 못한다는 단점이 있다. 
건조된 목재판들은 불에서 가열되며 말랑말랑해지는데, 이때 모양의 변형이 가능해진다. 오크통의 형태로 판을 배열하고 쇠로 된 고리로 고정시키면 우리 주변에서 흔히 볼 수 있는 오크통의 현태가 된다. 어떤 오크통 제작자들은 불 대신에 증기를 사용하기도 하는데, 이 경우에는 “토스티”함과 다양한 향들이 제대로 발현되지 못한다. 전통적인 수제 방식으로는, 한 명의 오크통 제작자는 하루에 하나의 오크통을 만들 수 있다. 양조자들은 자신의 포도주 스타일에 따라 오크통의 토스티함 정도를 주문할 수 있는데, 주로 적게 가열된 오크통일수록 더 많은 오크향과 타닌을 함유하고 있다. 강하게 가열된 오크통은 주로 부르고뉴 와인을 생산하는데 사용된다. 이런 오크통들은 코코넛과 같은 오일리한 향을 덜 함유하게 되면서, 상대적으로 높은 탄소 함량을 가지게 되어 와인의 색을 연하게 만들기도 한다. 목재판을 가열하는 과정에서 Furanic 알데히드의 함량이 높아지게 되고, 이는 포도주에 “구워진” 듯한 맛이 나게 한다. 가열 과정은 또한 바닐린과 페놀의 밀도를 높이며 와인에 스모키하고 스파이시한 향을 내게 한다. 

## 오크통의 종류

### 미국

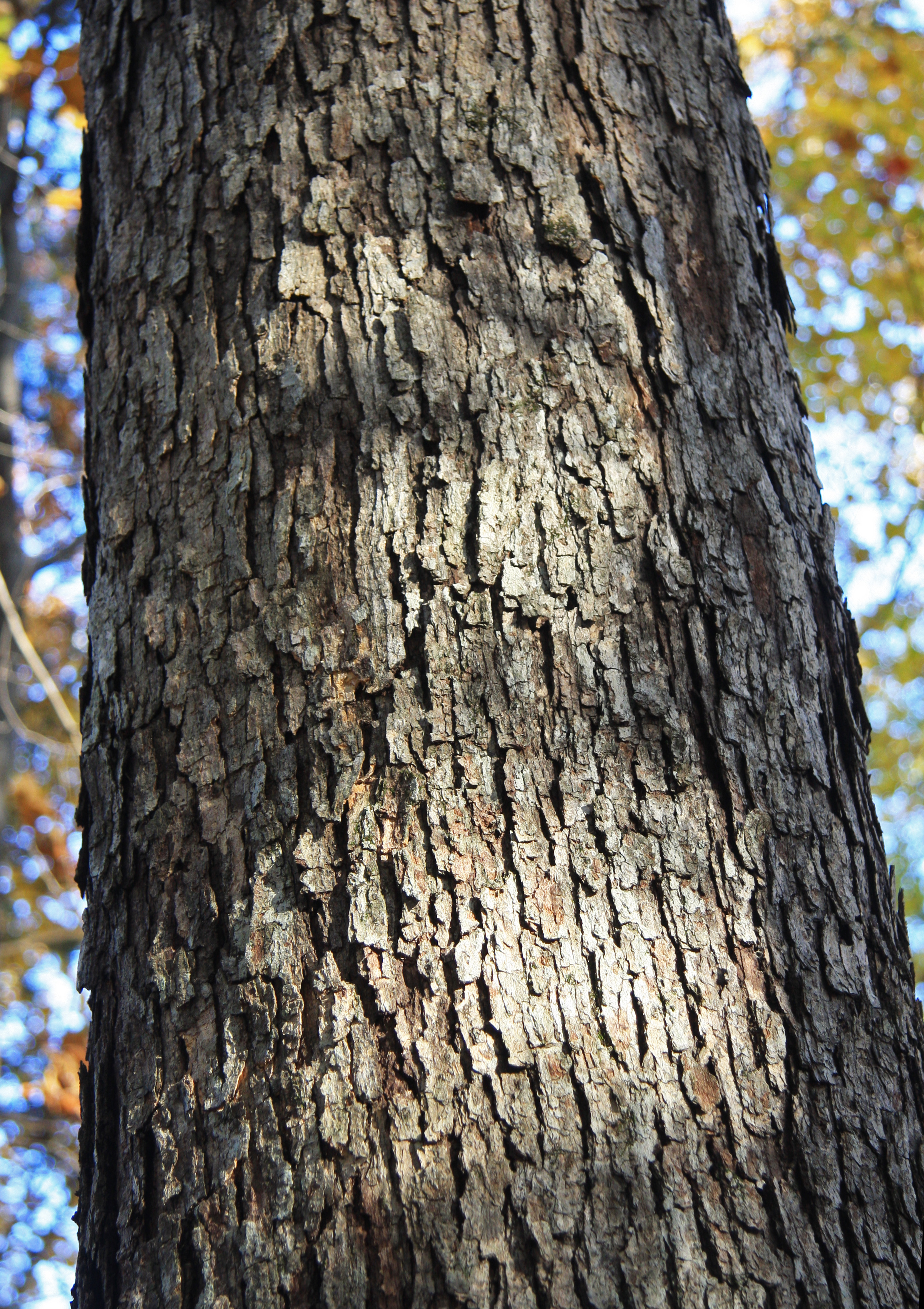
Quercus alba

미국산 오크통을 만들 때는 주로 마릴란디카참나무(Quercus alba) 사용되는데, 이 나무는 상대적으로 빨리 자라고 크며 탄닌 함량이 적은 특성을 가지고 있다. 이는 미주리, 미네소타, 위스콘신과 같은 미국 동부에서 주로 자라며 이 지역에서 주로 오크통이 생산된다.  오레곤에서는 다른 종류의 참나무인 Quercus garryana가 자라는데, 이는 유럽산 오크통과 유사한 특성을 가지고 있다.
미국의 오크통 제조자들은 보통 나무 건조 시 ‘Kiln-dry’ 방식을 사용하는데, 이는 프랑스의 방식과 유사하다. 대기 중에서 건조를 시킬 경우 불필요한 화학물질들과 쓴 타닌이 침출되는 장점이 있으며, ‘Kiln-dry’방식의 경우에는 이런 효과는 없다. 미국 오크통은 적절한 양의 타닌을 함유하고 있기 때문에, 처음 채워진 와인에 과일향과 조화로운 타닌을 공급하여 조화롭고 부드러운 맛이 나게 된다. 
미국 오크는 프랑스 오크에 비해 상대적으로 바닐라와 달콤한 향이 더 강한데, 이는 미국 오크가 모통 2~4배 더 많은 락톤류(lactones, 에스테르)를 함유하고 있기 때문이다. 탄닌 성분이 강한 적포도주나, 더운 지역에서 자란 샤르도네이를 숙성시킬 때 미국 오크가 사용된다. 미국과 프랑스 오크의 가장 큰 차이점은 목질인데, 프랑스 오크가 상대적으로 더 단단하며 수분 함량이 적다. 나무는 바로 오크통으로 제작되는 것이 아니라 약 24~36개월 동안 건조된 후 사용된다. 

### 프랑스

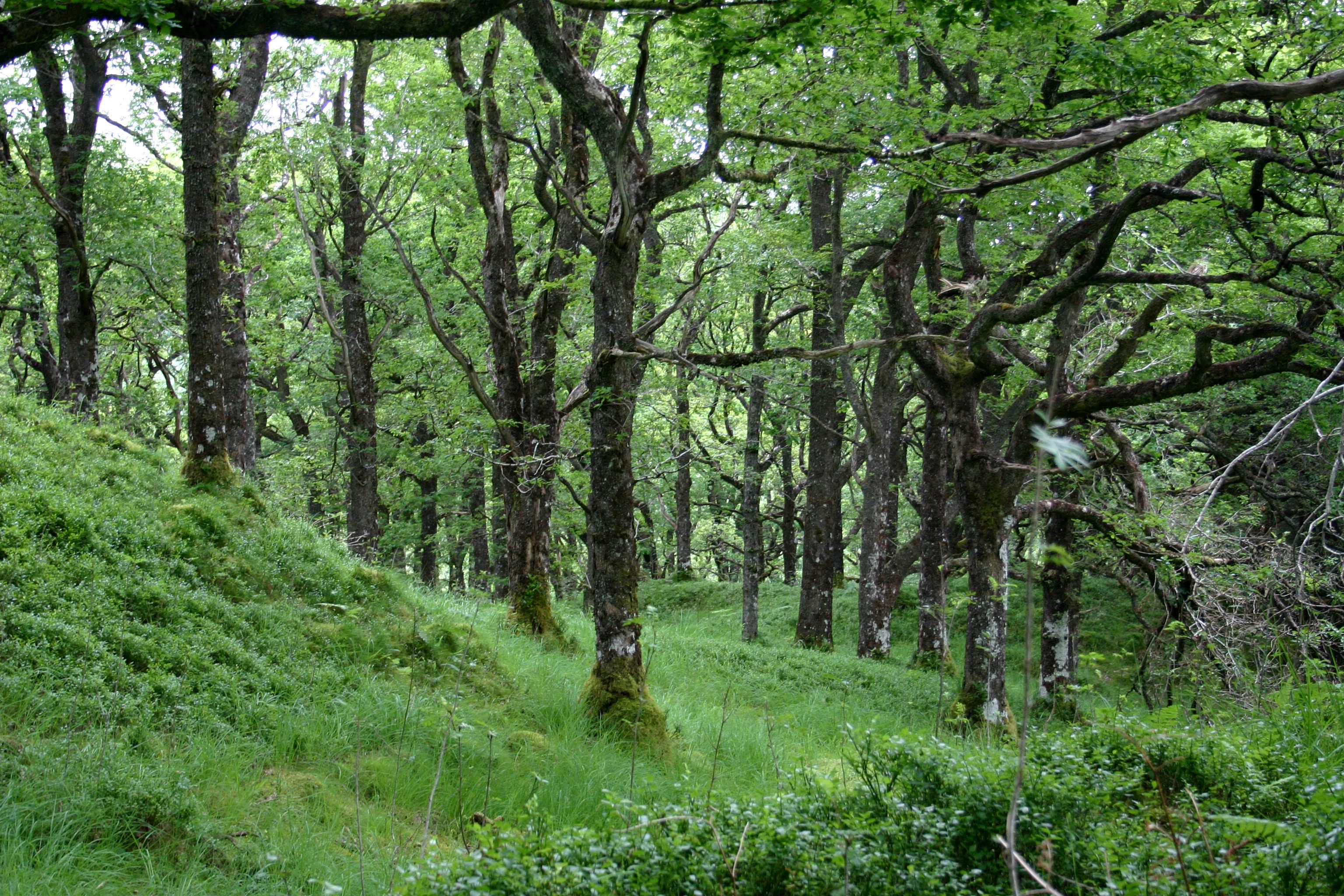
Quercus petraea

프랑스에서는 로부르참나무(Quercus robur)와 페트라참나무(Quercus petraea) 둘 다 오크통을 만드는데 사용되지만, 페트라참나무가 상대적으로 더 목질이 촘촘하고 바닐린향과 탄닌 성분을 많이 함유하고 있어 상대적으로 더 우수하다고 알려져 있다. 프랑스 오크통은 주로 알리에, 리무쟁! 네베르, 트롱세, 보주와 같은 일차림(Primary forest, 자연림, 인간간섭이나 자연재해에 의한 교란이 없는 숲)에서 주로 생산되며 각 숲의 나무마다 약간씩 다른 특성을 보인다. 많은 양조자들은 여러 종류의 목재, 지역, 그리고 토스팅 정도에 따른 오크통으로 블렌딩을 하는데, 이로 인해 포도주의 다양한 풍미를 강화할 수 있다. 
프랑스 오크는 나무의 약 20~25%만 오크통 제작에 활용가능하기 때문이며 이 때문에 미국 오크에 비해 훨씬 비경제적이다. 이는 상대적으로 더 잘 산화되고 아로마를 빨리 배출하기 때문에 약 6~10개월 정도로 미국 오크에 비해서 더 짧은 시간 건조 시킨다.
프랑스 오크는 미국 오크와 달리 더 부드럽고 적은 함량의 타닌을 가지고 있어 과일향이 나는 약한 달콤한 맛을 와인이 내게 한다. 

### 이탈리아

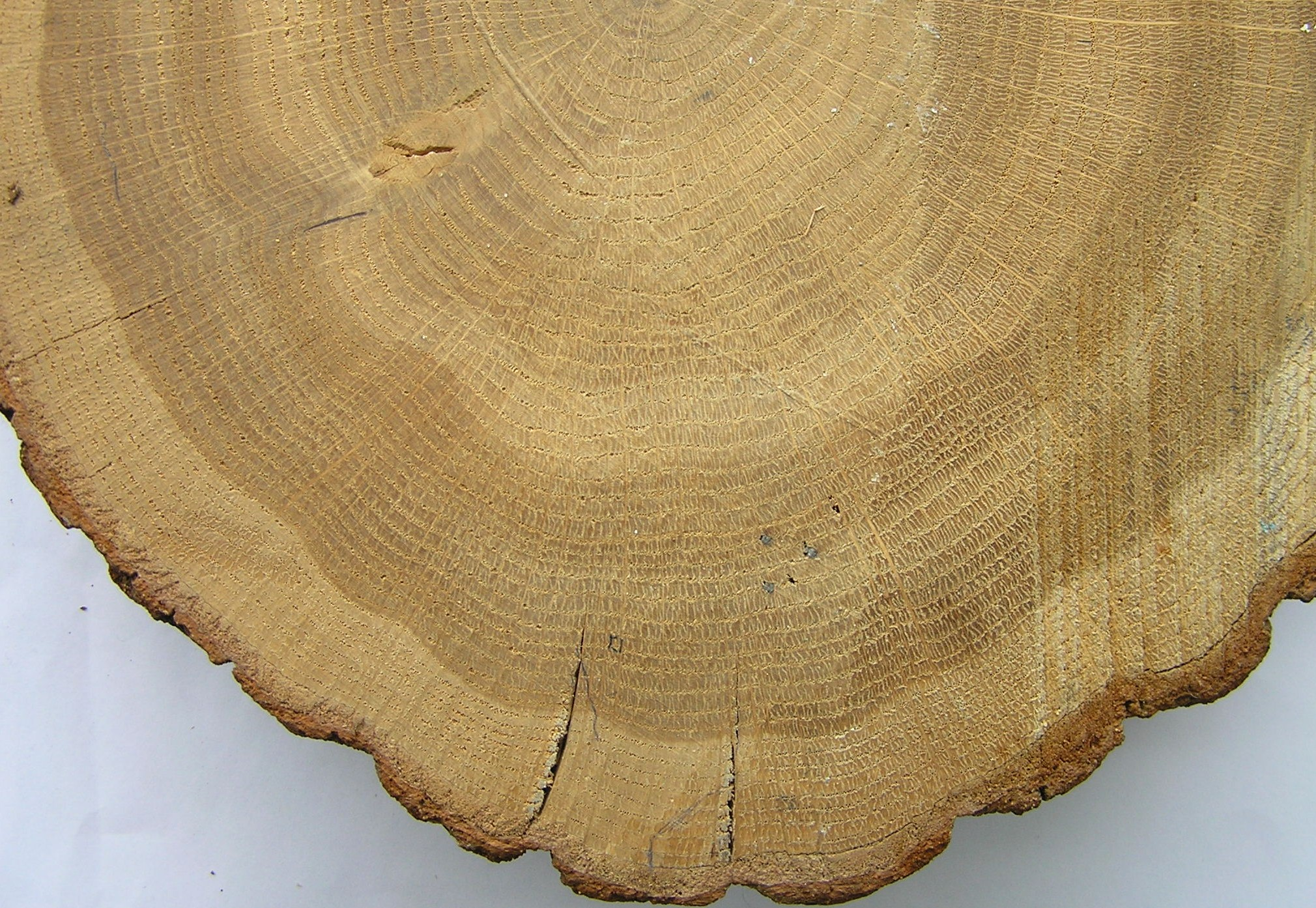
Quercus robur

이탈리아 양조자들은 아주 오랜 시간 동안 로부르참나무(Quercus robur)로 만들어진 슬로바니아 오크를 사용했는데, 이는 목질이 매우 단단하며 향이 적고 중간 정도의 탄닌을 함유하고 있다. 슬로바니아 오크통은 보통의 오크통보다 커서 부피 당 와인이 공기에 노출되는 표면적이 최소화되어 더 오랜 기간 동안 사용될 수 있다. 러시아 혁명 이전에는 발트/유럽 국가들에서 자란 페트라참나무(Quercus petraea)가 프랑스 양조자들 사이에서 가장 인기가 좋았다. 그 중에서도 헝가리의 Zemplén산에서 자라는 나무는 화산토에서 매우 천천히 자라며 아주 미세하고 단단한 구조를 가지기 때문에 고품질의 오크통을 만드는데 적합했다. 

### 헝가리
헝가리 오크의 셀룰로오스는 쉽게 쪼개지고, 선택적으로 매우 독특한 토스트, 바닐라, 설탕, 스파이시, 카라멜 같은 향을 전달하여 프랑스나 미국 오크에 비해 향이 강하지는 않다. 많은 양조자들은 이처럼 부드럽고 크리미한 형태의 헝가리 오크를 선호하였지만, 20세기 초반 세계대전이 발발함에 따라 나무들이 잘려나감에 따라 다른 대안을 찾아야만 했다. 하지만 제2차 세계대전 이후 철의 장막이 드리워짐에 따라 프랑스는 다시 Zemplén 산에서 자란 참나무로 만들어진 헝가리 오크를 수입할 수 있게 되었다. 

### 기타
흑해의 Adygey 지역에서 생산되는 러시아 오크는 상대적으로 저렴하여, 프랑스와 헝가리 오크의 대체재로 사용되기도 했다. 캐나다 양조자들은 미국과 프랑스 오크의 중간 정도 성질을 가지는 캐나다 오크를 사용하기 시작했다. 

## 오크통의 대체재

### 오크칩

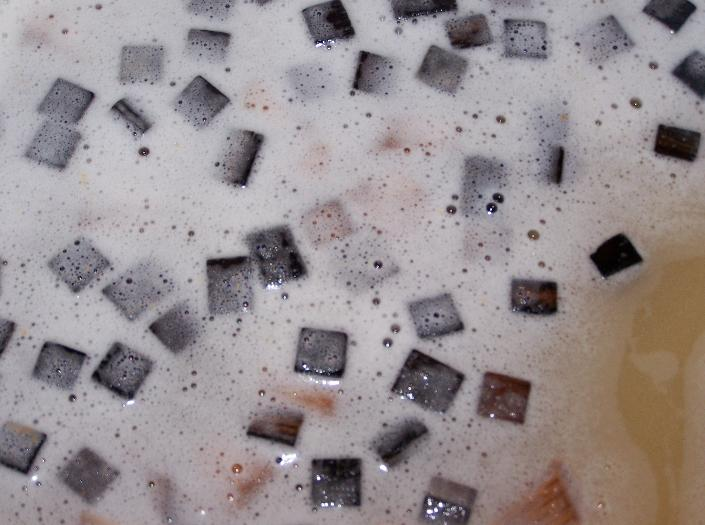
샤르도네 포도주와 오크칩

오크통이 오랜 기간 동안 양조자들에 의해 사용되었지만, 최근에는 오크칩을 발효 과정에 넣는 것으로 와인을 더 빠르게 산화시키고 나무와 바닐라 향을 첨가할 수 있다. 오크칩은 발효와 숙성과정에서 첨가될 수 있는데, 숙성과정에서 첨가될 경우 천에 천에 싸서 넣는다. 오크통의 경우 포도주에 오크 특유의 향을 주려면 1년 이상은 걸리는 반면, 오크칩을 활용하면 몇 주 내에 이것이 가능해진다. 하지만 오크칩은 오크통 숙성에 비해 향이 일차원적으로 단순할 뿐 아니라 여러 물리적 결함들이 있다고 비판 받기도 한다. 오크통에 있는 미세한 구멍을 통해 산소가 투과되면서 포도주가 산화되는데, 오크칩 숙성 방식을 사용하면 이런 작용이 잘 일어나지 못하게 된다. 이에 소형 산화 기계를 이용하여 오크칩이 첨가된 스테인리스통에 미세한 산화작용을 일으키는 기술이 개발되고 있다.
2006년 이전까지만 해도 오크칩의 사용은 유럽 연합에서 법으로 금지되어 있었다. 1999년 보르도의 법원은 오크칩을 사용한 4개의 양조장(Chateau Giscours 등)에 대해 13,000 달러의 벌금을 부과하였다.
※ 오크 파우더는 포도주 발효 과정에 매우 실용적으로 영향을 미칠 수 있지만 오크칩보다 훨씬 덜 사용된다.

## 참나무 외 사용되는 나무
역사적으로 참나무 외에 케슈넛, 미국 삼나무, 소나무, 아카시아 등이 포도주 발효통을 만드는 재료로 사용되었다. 그러나 이 나무들은 참나무에 비해 수분 함량, 기공 등이 와인 발효에 적합하지 않았고 보관성 또한 낮았다. 또한 포도주의 향과 질감을 개선시키는 영향력도 미미하였다. 

### 케슈넛
케슈넛은 너무 타닌의 성분이 많고 기공이 많아서, 포도주의 과도한 증발을 막기 위해서 파라삼나무핀으로 겉면을 코팅해야 했다. (프랑스 보졸레, 이탈리아, 포루투갈 양조자가 과거에 사용) 프랑스 론 지역의 일부조자들은 여전히 파라핀으로 코팅된 케슈넛통을 사용하지만 코팅 때문에 산소가 투과되지 않는 문제가 발생하고 있다. 

### 삼나무
미국의 삼나무는 너무 단단하여 잘 굽혀지지 않아 발효통의 형태로 만드는 것이 쉽지 않았으며, 향이 좋지 않다.

### 아카시아 나무
아카시아 나무를 사용한 경우, 포도주의 색이 노랗게 변하는 문제가 발생한다. (오스트리아 양조자들이 과거에 사용)

## 같이 보기
- 통 (그릇)